# Colletes ciliatoides
Colletes ciliatoides är en biart som beskrevs av Alexander Charles Stephen 1954. Colletes ciliatoides ingår i släktet sidenbin, och familjen korttungebin. Inga underarter finns listade i Catalogue of Life.